# Прапор Слов'янська
Міськи́й пра́пор Слов'янська — квадратне блакитне (лазурове) полотнище, у центрі розміщено зображення білого сокола з розпростертими крилами. Прапор затверджений 22 липня 1997 року на сесії Слов'янської міської ради.

## Символіка
Сокіл є символом пісні «Дивлюсь я на небо, та й думку гадаю…», автор якої — Михайло Миколайович Петренко — є уродженцем міста.